# Partia Wolności Społecznej
Partia Wolności Społecznej (tur. Toplumsal Özgürlük Partisi, TÖP) – turecka komunistyczna partia polityczna założona 8 marca 2020. Początkowo działała jako część Socjalistycznej Partii Odrodzenia (SYKP), ale odłączyła się od niej w 2013, aby założyć Inicjatywę Społecznej Partii Wolności (TÖPG), która działała do momentu powstania TÖP.

## Charakterystyka
Partia posiada 3 rzeczniczki: Perihan Koca, Pelin Kahiloğulları i Julianę Gözen. Charakterystyczne jest, że partia kładzie nacisk na przywództwo kobiet i kwestie pracy kobiet. Obok partii działa kobieca organizacja Purple Solidarity.
Na ideologię i program polityczny partii duży wpływ mają prace Hikmeta Kıvılcımlı. TÖP jest zrzeszona w Kongresie Ludowo-Demokratycznym oraz koalicji wyborczej Sojuszu Pracy i Wolności.